# Hans Christian Schmidt
Pour les articles homonymes, voir Schmidt et Hans Schmidt.
Hans Christian Schmidt, né le 25 août 1953 à Nustrup (Danemark), est un homme politique danois membre du Parti libéral. Membre du Folketing depuis 1994, il a occupé plusieurs responsabilités ministérielles dans différents gouvernements des Premiers ministres libéraux Anders Fogh Rasmussen et Lars Løkke Rasmussen.

## Biographie
Hans Christian Schmidt est un enseignant de 1975 à 1994, directeur adjoint de son école de 1984 à 1994.
Engagé au sein du parti Venstre, il est élu de 1982 à 2001 au conseil municipal de Vojens, dont il est le premier adjoint au maire de 1998 à 2001.
Il est élu pour la première fois au Folketing lors des élections législatives de 1994, puis réélu lors des élections de 1998.
Après les élections législatives de 2001, alors qu'il est porte-parole de son parti sur les questions environnementales depuis 1995, il est ministre de l'Environnement dans le premier gouvernement d'Anders Fogh Rasmussen.
Le 2 août 2004, à l'occasion d'un remaniement ministériel, il devient ministre de l'Agriculture, de l'Alimentation et de la Pêche.
Quelques semaines avant les élections législatives de 2007, il quitte le gouvernement à l'occasion d'un remaniement ministériel le 12 septembre. Il est élu deux jours plus tard comme président du groupe parlementaire de Venstre.
Il retrouve des fonctions ministérielles à l'occasion d'un remaniement dans le gouvernement Lars Løkke Rasmussen I en étant nommé ministre des Transports le 23 février 2010. Il occupe le rôle jusqu'aux élections de 2011, à l'issue desquelles Venstre quitte le gouvernement. Réélu au Folketing lors du scrutin, il devient président de la commission parlementaire sur les zones rurales,.
Après sa réélection lors des élections législatives de 2015, il est nommé le 28 juin 2015 au poste de ministre des Transports et des Travaux publics dans le gouvernement composé par Lars Løkke Rasmussen à l'issue du scrutin,. Il quitte le gouvernement le 28 novembre 2016, quand un accord de coalition élargit l'exécutif à deux autres partis.
Il est réélu au Folketing lors des élections législatives de 2019, puis prend la présidence de sa commission des affaires culturelles en janvier 2020 après la démission de Bertel Haarder,.
Il est réélu pour un nouveau mandat lors des élections législatives anticipées de novembre 2022, à l'issue desquelles il est reconduit comme président de la commission des affaires culturelles,.